# ماتياس ساندوفال
ماتياس ساندوفال (بالإسبانية: Matías Sandoval)‏ هو لاعب كرة قدم أرجنتيني في مركز الهجوم، ولد في 9 أبريل 1997 في Ciudad Evita ‏ في الأرجنتين. لعب مع نادي أتليتكو للبنين ‏.

## وصلات خارجية
- ماتياس ساندوفال على موقع قاعدة بيانات كرة القدم.إي يو (الإنجليزية)
- ماتياس ساندوفال على موقع Soccerway.com (الإنجليزية)